# Kamen Rider J
Kamen Rider J (仮面ライダーJ, Kamen Raidā Jei) é um filme de tokusatsu pertencente à franquia Kamen Rider. Lançado no Japão em 1994, foi produzido através de uma parceria entre a Toei Company e a fabricante japonesa de brinquedos e jogos eletrônicos Bandai, assim como Kamen Rider ZO.

## Sinopse
Após ter sua pequena amiga Kana sequestrada pela entidade extraterrestre Mãe Fog e ser morto pelos três Príncipes Fog, o repórter ecológico Kouji Segawa é trazido de volta à vida pelos Espíritos da Terra como Kamen Rider J, para lutar contra a ameaça e salvar a menina. Além do tema ecológico, Kamen Rider J é notório por ser o primeiro (e até agora único) Kamen Rider com a habilidade de se tornar gigante.

## História
No espaço sideral, uma gigantesca nave espacial move-se em direção à Terra. Em seu interior, três seres alienígenas humanoides integrantes da raça denominada "Fog" e detentores do título "Príncipes Fog". Seus nomes, Garai, o mais poderoso; Zuu, a única fêmea entre eles e Agito, o mais velho e sábio. Encontra-se também o ser conhecido como Mãe Fog, líder dessa raça, responsável pela energia vital que habita os corpos dos "Príncipes" e pela ninhada de milhares de ovos, que à cada novo planeta são chocados e despertados, através do ritual executado por Garai, Zuu e Agito. No momento em que o ritual estiver completo, estas criaturas invadirão a Terra e irão alimentar-se dos humanos e de todo a forma de vida animal existente na Terra, deixando-a totalmente desabitada. 
Mãe Fog ordena selecionar uma vítima para o sacrifício. O repórter fotográfico Kouji Segawa, que descobriu que diversos animais estavam morrendo misteriosamente numa floresta devido à poluição do lago local, dirige-se para lá e acampa próximo a uma casa no lago. Nesta casa, morava uma família simples, onde residia com seus pais a menina Kana. Numa noite, Kouji observava suas fotos quando um tremor assolou o local. Kouji tentou retirar Kana dali, porém a Nave Fog surge diante dos dois. Os príncipes Fog escolhem a garota como apta ao sacrifício, se transportam para a Terra, capturam Kana e matam Kouji. Um pequeno ser, com forma de gafanhoto, surge e observa o corpo de Kouji. 
Os Príncipes retornam ao interior da Nave Fog, mostrando que sua busca por uma vítima tinha sido bem sucedida. Mãe Fog ordena o pouso do veículo e revela que tal nave era na verdade uma extensão colossal de seu corpo físico, convertendo-se em uma espécie de castelo com a capacidade de mover-se sobre poderosas esteiras, que começou a avançar pela floresta, destruindo tudo por onde passava. Garai e os demais aproximaram-se de sua "mãe" e apresentaram a menina escolhida para o ritual do sacrifício. A criatura-mãe pergunta se o outro humano foi destruído e ao receber a resposta positiva de Agito, ordena que os três filhos reais preparem o ritual o mais rápido possível, para que o quanto antes, a invasão tenha início. 
Em um ambiente escuro, o pequeno gafanhoto observava Kouji silenciosamente sobre uma espécie de mesa cirúrgica, onde outros dois seres encapuzados acompanhavam e comandavam a operação. Um dos seres inseriu no cinto de Kouji uma pedra com capacidades energéticas, destinada à controlar as energias que agora revitalizavam o corpo de Segawa. O fotógrafo desperta e avista os três seres encapuzados, que se identificam como os "Espíritos da Terra". Os espíritos explicam a Kouji que ele é agora portador da energia J-Power, que o ressuscitou e o transformou no guerreiro Kamen Rider J. 
Enquanto os Príncipes Fog preparam o ritual para o sacrifício de Kana, Mãe Fog começa a agonizar,  sentindo a aproximação de uma força hostil a ela. Agito vê Kouji se aproximando e luta com ele na sua forma de monstro; Kouji se transforma em Kamen Rider J e derrota Agito com certa dificuldade. Agora é a vez de Zuu ir ao encontro de Kamen Rider J, que a derrota com a ajuda da moto J-Crosser. Mesmo agonizante, Zuu consegue levar J diretamente ao gigantesco corpo em movimento de Mãe Fog, morrendo em seguida. 
Kouji Segawa se encontra agora no salão principal, onde Kana estava sendo preparada por Garai para o sacrifício. Garai, presenciando o espírito de luta crescente dentro de Kouji, crava sob o pedestal onde Kana estava hipnotizada um artefato que controlaria a mente da pequena menina a partir daquele momento, a encaminhando diretamente ao local no subsolo do corpo de Mãe Fog, onde a ninhada estava para despertar e se alimentaria da pequena vítima do sacrifício. Kouji tenta salvar a menina, mas é  detido por Garai. J enfrenta o último dos Príncipes e o vence com extrema dificuldade. Na tentativa de salvar Kana, J é quase morto no interior da Mãe Fog, mas consegue escapar graças à energia da força vital da Terra, que revitaliza o J-Power e transforma J num gigante.
Mãe Fog ataca J, mas com um "Rider Punch", J perfura seu abdômem e resgata Kana de dentro de seu corpo. Agora J está livre para combater Mãe Fog e aparentemente a destrói com um "Rider Kick". J, em seu tamanho normal, ainda é levado para o que restou de Mãe Fog que o prende contra suas paredes internas na última tentativa de o matar. Mas com seu corpo desmoronando, J consegue desferir um "Rider Punch" e termina de vez com a ameaça da Mãe Fog.

## Personagens
- Kouji Segawa/Kamen Rider J: Jovem repórter investigativo, foi destacado para tentar descobrir porque tantos animais estavam morrendo de forma estranha em uma montanha próxima à cidade. Tendo acampado na floresta, acabou por conhecer a pequena menina Kana, com quem desenvolveu um grande afeto à ponto de se considerarem irmãos. Porém, tudo mudou na noite em que os alienígenas "Fog" chegaram à Terra, raptaram Kana e mataram Kouji. No momento de sua morte, como que em uma resposta divina, os espíritos do planeta Terra que a tudo observavam, reconheceram nele a bondade necessária para herdar os poderes vitais do Planeta Terra, e o bionizando com a energia conhecida como força "J Power", o trouxeram novamente à vida, agora com a capacidade de converter-se em Kamen Rider J, o guerreiro com o espírito da Terra, detentor de uma poderosa energia capaz de derrotar os temíveis alienígenas invasores.

- Kana: Menina moradora dos arredores de onde Segawa investigava, que foi encontrada pelo rapaz enterrando pássaros e esquilos mortos estranhamente naquela região. O jovem investigador achou curiosa a atitude da menina e ao ajudá-la nos sepultamentos, começaram a conversar e ali se selava a grande amizade entre eles. Ao chegar à Terra, os alienígenas Fog elegeram Kana como perfeita para o sacrifício que despertaria sua raça adormecida e à sequestraram. Kouji ao tentar salvá-la, foi morto pelo Príncipe Agito, um dos filhos de Mãe Fog. Ironicamente, pode-se dizer que o triste acontecimento com a pequena menina foi o mesmo que proporcionou que sua vida e de toda a civilização terrestre, fosse salva posteriormente.

- Espíritos da Terra: Habitantes do subsolo do nosso planeta, estes dois Espíritos Sacerdotes, são os guardiões do poder conhecido como "J Power", que concederia ao guerreiro escolhido, o poder de lutar e defender nosso planeta contra qualquer ameaça. Tendo Kouji Segawa morrido ao tentar salvar a pequena Kana, os Espíritos consideraram que o jovem havia dado prova de possuir um coração digno de receber tais poderes e assim, o revitalizaram com a energia "J Power" e implantaram em seu abdômen, a pedra energética controladora deste poder, para que Kouji Segawa, novamente voltasse à vida e pudesse vingar sua morte, resgatar Kana e derrotar os alienígenas invasores, salvando o Planeta Terra. Estes mesmos Espíritos, acompanharam através do pequeno gafanhoto Berry, todos os passos de nosso herói e sempre que necessário, se comunicavam lhe dizendo como agir, para que pudesse sobrepujar o difícil caminho que precisava transpor.

- Berry: Pequeno gafanhoto mutante, criado através da mesma energia "J Power" que revitalizou Kouji e o transformou em Kamen Rider J; Berry vive a maior parte do tempo na superfície e serve como "olhos" aos Espíritos Guardiões, de forma que os mesmos pudessem observar os acontecimentos e estarem prontos para quando o hora chegasse. Após o nascimento de J, Berry serviu como companheiro do guerreiro, tendo combatido inclusive, contra o Príncipe Garai, dentro da nave Fog.

- Mãe Fog: Ser alienígena predador, líder de uma raça assassina que invade os planetas um-à-um, devorando toda a forma de vida existente no local. Para que as longas viagens universais sejam possíveis, sua raça fica em hibernação dentro de ovos, e são despertados novamente à cada novo planeta, quando precisam alimentar-se; para despertá-los, é necessário um grande ritual e o sacrifício de uma alma pura e inocente, que serviria como primeira refeição das criaturas e os libertaria na Terra para a destruição total. Mãe Fog possui poderes psíquicos e sua nave é na verdade uma extensão gigantesca de seu corpo, com o qual ataca o planeta após a morte de sua raça e de seus três Príncipes; nesta forma gigante, ela possui diversos armamentos e uma grande resistência física contra os ataques. Em seu tamanho normal, a criatura é terrivelmente agressiva e pode ser letal dependendo da forma como ataca.

### Príncipes Fog
Dentre a raça assassina Fog, três se destacavam por serem os mais fortes e poderosos, e eram chamados de "Filhos Reais", recebendo o título de "Príncipes Fog", sendo eles Garai, Agito e Zuu; eram possuidores de uma forma humana, mas capazes de assumirem uma forma monstruosa letal, a qual só manifestavam em situações extremas.
- Príncipe Garai: O mais forte e mais imponente filho real de Mãe Fog, que detém os maiores poderes psíquicos após a criatura-mãe e o maior responsável pela realização do ritual de sacrifício que despertaria seus irmãos. Foi o último à enfrentar J e demonstrou todo seu poder, quase derrotando o guerreiro terrestre. Em sua forma monstruosa, Garai é altamente resistente, agil e potencialmente fatal, quase trazendo a morte ao Guerreiro J.

- Princesa Zuu: A única Fog do sexo feminino entre os invasores, que assumindo sua forma monstruosa, contrariando sua beleza física e seus gestos delicados na forma humana, demonstra ser perigosa, vil e traiçoeira, tendo sido capaz de sobrepujar e conduzir prisioneiro, o guerreiro J até o interior da nave Mãe, onde veio a morrer devido ao terrível combate travado contra Kamen Rider, deixando à cargo de Garai, a destruição de inimigo terrestre. Além de ser a única beldade entre os alienígenas, também era a única com a capacidade de voar.

- Príncipe Agito: O mais velho dos três filhos reais, Agito era o mais experiente e também o mais ofensivo entre eles, pois apesar de sua sabedoria, jamais permitia que alguém que o contrariasse ou o desafiasse continuasse vivo. Assim foi com Kouji quando tentou salvar Kana e morreu nas mãos deste Príncipe. Ao perceber que Kouji Segawa havia retornado como Kamen Rider J, Agito se enfureceu e resolveu contra-atacar e reparar seu erro, porém, desta vez, o Príncipe maligno não obteve o êxito ao qual estava acostumado e mesmo sendo o mais experiente entre eles, teve a morte mais trágica de todos. Sua forma monstruosa se assemelhava muito a um gigantesco lagarto e travou um combate selvagem contra o guerreiro J, ferindo-o gravemente, que somente graças à força "J Power", conseguiu sobrepujá-lo e curar-se dos graves ferimentos.

## Golpes e Equipamentos[4]
- Kamen Rider J: Esta é forma física concedida ao jovem Kouji Segawa, após o implante da energia denominada "J Power", em seu corpo. Ao comando vocal de Segawa, "Henshin!", a pedra energética em seu cinto ativa a força contida dentro de seu corpo e inicia o processo de metamorfose, onde sua pele muta para uma espécie de armadura orgânica, tornando-o praticamente invulnerável, seus sistemas internos se alteram de forma a poder contactar-se com a energia emanada pelo planeta Terra e assim reagirem em sua máxima potência. Golpes: Na forma de Kamen Rider J, Segawa desenvolve enorme capacidade telepática, é capaz de transmutar metais com apenas um toque ou de desferir potentes golpes físicos como o "Rider Punch" (aplicado com o punho energizado, contendo enorme poder destrutivo), "Rider Kick" (desferido com o pé, também energizado, e que dependendo da potência aplicada, pode ser fatal), além de ter sua visão e audição altamente elevadas.

- Pedra Energética "J": Dentro desta misteriosa pedra, está contido o elo que liga Segawa à energia imersa em seu corpo, chamada "J Power". Somente com a capacidade deste artefato energético, é possível a mutação de Kouji Segawa para Kamen Rider J, visto que a energia que o transforma, é parte integrante do espírito de nosso planeta, ou seja, totalmente insuportável aos nossos vulneráveis corpos humanos... Mesmo tendo sido um escolhido, sem o controle desta pedra, o corpo do jovem Segawa não suportaria a carga de energias desferidas durante a metamorfose.

- Gigante "J": Estando entre a vida e a morte na batalha contra "Mãe Fog", Kamen Rider percebe que a Terra começou à emanar sua força vital, mostrando à Segawa, que seu corpo energizado pela força "J Power", poderia absorver tal força enviada por todos os seres vivos do planeta para que ele vencesse esta batalha; assimilando esta incrível força, ele foi capaz de se tornar gigantesco combatente de 40 metros de altura, o que lhe permitiu enfrentar de igual pra igual a terrível criatura "Fog", possuidora de um enorme corpo físico gigantesco. Golpes: Assumindo sua forma gigante, "J" possui todos os poderes de sua forma em tamanho humano, porém elevadas incontáveis vezes, o que lhe tornou praticamente invencível. Ele também é capaz de desferir os poderosos "Rider Punch" e "Rider Kick", porém, uma vez atingido por estes golpes, o oponente não terá chances de revidar, visto que para aplicar tais golpes, "J" sobe aos céus e desce novamente, com sua perna totalmente envolta por energias avassaladoras, assumindo praticamente a forma de um cometa, tornando estes dois golpes totalmente letais.

- J-Crosser: Ao lutar contra a Princesa Fog "Zuu", J se viu em apuros, pois a mesma podia voar, o que lhe dava grande velocidade de ataque e que deixava J em grande desvantagem. Para poder atacar ao invés de apenas se defender, Kamen Rider necessitava mais que sua agilidade descomunal, precisava de algo que se equiparasse em velocidade com a guerreira monster e utilizando-se de seus poderes de transmutação de metal, assumindo o controle de sua moto, a converteu em uma máquina orgânica, energizada com a força "J Power", nascendo desta fusão, o potente "J-Crosser", possuidor de resistência descomunal, força muito além do que uma máquina poderia alcançar e dotada da capacidade de atingir assustadoras marcas de velocidades, o que lhe colocou em igualde de combate contra "Zuu", permitindo a vitória ao Guerreiro da Força "J Power".

## Elenco[8]
- Kouji Segawa/Kamen Rider J: Yuuta Mochizuki
  - Kamen Rider J (dublê): Jiro Okamoto
- Kana-Chan: Yuuka Nomura
- Berry: Rikako Aikawa (voz)
- Príncipe Garai: Kyouji Kamui
- Príncipe Agito: Satoshi Kurihara
- Príncipe Zuu: Youko Mari
- Guardião: Shuuji Ushida
- Guardiã: Yurika Nagano

## Trilha sonora
"Just One Love"
- Letra: Akira Ōtsu
- Composição: Eiji Kawamura
- Voz: BYUE

"Kokoro Tsunagu Ai" (心つなぐ愛, "Hearts Connect Love")
- Letra: Akira Ōtsu
- Composição: Eiji Kawamura
- Voz: BYUE

## Outras aparições
Kamen Rider J, junto com Kamen Rider ZO, são os protagonistas do curta-metragem Kamen Rider World, de 1994. Neste filme de 9 minutos, J e ZO devem unir suas forças contra a ameaça do "Imperador Secular" Shadow Moon. Durante a introdução, é possível ver cenas do especial Stay In The World, onde Kamen Rider Black e Kamen Rider Black RX (junto com suas duas formas alternativas Robo Rider e Biorider) se reunem para deter um plano do Império Crisis.

## Sabanização
Kamen Rider J (bem como Kamen Rider ZO) teve algumas de suas cenas utilizadas em Masked Rider, a série baseada em Kamen Rider Black RX produzida pela Saban.